# Lill Lindfors
Lillemor "Lill" Lindfors (Helsinki, Finlandia, 12 de mayo de 1940) es una cantante sueco-finlandesa/sueca. Debutó como actriz de revista en Uddevalla en 1960, y un año más tarde grabando en estudio. Lindfors es conocida en Suecia por sus espectáculos en solitario en los que mezcla música con mucha comedia. Fue una de las primeras artistas suecas en cantar samba, así como en incluir monólogos humorísticos en sus espectáculos.

## Carrera
Lill Lindfors representó a Suecia en el Festival de la Canción de Eurovisión 1966 junto a Svante Thuresson con la canción "Nygammal vals (Hip man svinaherde)", obteniendo el segundo puesto.
Posteriormente presentó el Festival de la Canción de Eurovisión 1985 celebrado en Gotemburgo, Suecia. Cantó la canción "My Joy Is Building Bricks of Music" para abrir la gala. En el transcurso de la noche protagonizó un gag que se convirtió en un momento icónico de la historia del festival: al pasar por una estructura del decorado, se le enganchó y perdió "accidentalmente" la parte inferior de su vestido, mostrando sus piernas. En pocos segundos la propia Lill se arregló el desaguisado transformando la parte superior que le quedaba en un vestido de cuerpo entero. Tras el festival se conoció que el gag no había sido incluido en los ensayos oficiales para mantener la sorpresa. Según el autor John Kennedy O'Connor en el libro "The Eurovision Song Contest - The Official History", la Unión Europea de Radiodifusión se sintió molesta por el truco. 
Ha protagonizado varios programas de televisión suecos.
En 1998, fue nombrada embajadora de buena voluntad de Unicef en Suecia.

## Puestos destacados en la lista de ventas
- 1966 - "Du Är Den Ende" - 4#
- 1969 - "En Man I Byrån" - 1#
- 1973 - Kom Igen (álbum) - 2#